# British Transport Police
O British Transport Police é uma força policial nacional criada para prover segurança para os operadores ferroviários, seus funcionários e os passageiros, nas ferrovias da Inglaterra, Escócia e País de Gales.

## Área de atuação
Mais de 4,000 policiais e voluntários, além do serviço de suporte da comunidade, fazem a segurança em 7 áreas territoriais:

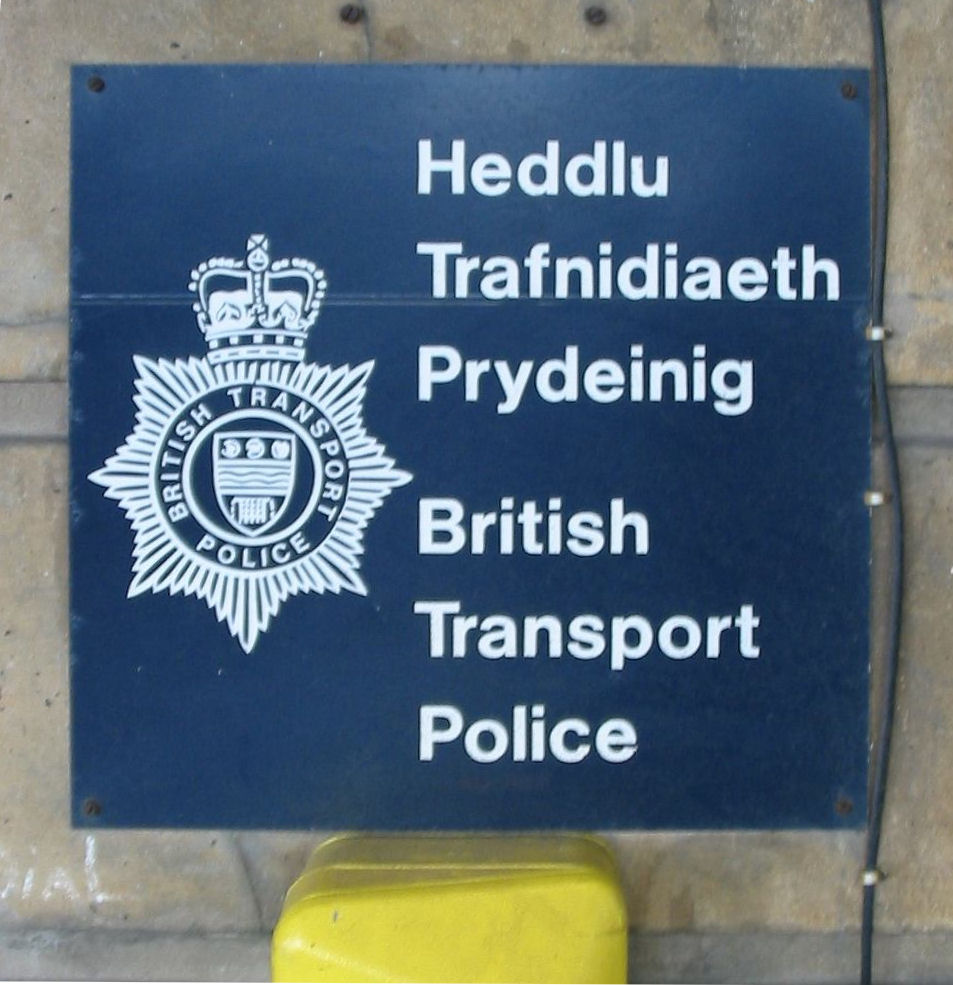
British Transport police

- British Transport policeScotland
- North Western
- North Eastern
- Wales and Western
- London North
- London South
- London Underground